# Bronso Vernius
Bronso Vernius a Brian Herbert és Kevin J. Anderson által írt A Dűne szelei című regény szereplője. A regényben Ixi Bronsoként is emlegetik.

## Élete
Valódi apja, Tyros Reffa, aki IX. Elrood fia volt. Elrood teherbe ejtette egyik ágyasát, és mivel a császár távol akarta tudni az udvartól, így egy kisebb háznak kellett titokban felnevelni Reffát. Kivégzése előtt D'murr, a Vernius ház követe a császári udvarban mintákat vett Reffától, hogy bizonyítsa hogy Shaddam Corrino a féltestvérét akarja kivégeztetni. Az összeroncsolódott Rhombur Vernius és felesége úgy döntenek, hogy a sejtmintákat felhasználva gyereket akarnak. Végül Liga szerint 10177-ben megszületett Bronso.
Liga szerint 10188-ban meghal Rhombur és ekkor szakad meg Bronso és Paul Atreides barátsága. Évekkel később, miután Paulból messiás lett, titokban kibékülnek. Paul ekkor kéri fel Bronsot, hogy a Paulról kialakult mítoszt rombolja le. A fremen papság és Alia Atreides nem örülnek ennek a tevékenységnek és mindenáron el akarják kapni és kivégeztetni Bronsót. El is kapják, de Paul titokban elengedi. Ezután Aliáék azt hiszik, elfogták, de mivel Bronso alakját egy Arctáncoltató vette fel, az álruhás Arctáncoltatót végzik ki. Ezek után nagy nehezen sikerült elkapni az igazi Bronsót. Miután meggyőződtek a valódiságáról, ki is végzik. Bronso jellemére vall az, hogy még a kivégzőhelyen sem kér elnézést és nem könyörög az életéért.